# 와카바야시 유코
와카바야시 유코(若林有子 わかばやし ゆうこ. 1996년 7월 1일 ~ 일본 오사카부)는 일본의 아나운서이다. 소속은 TBS 홀딩스이다. 애칭은 와카바(わかば),와카(わか),유짱(ゆうちゃん),유코(ゆうこ)이다.

## 프로필
- 생년월일: 1996년 7월 1일 일본 오사카부 출생
- 학력: 오사카 공립대학 상학부 졸업
- 혈액형: A형
- 가족관계: 무남독녀 외동딸
- 좌우명: "뜻이 있는 곳에 길이 있다."("Where there's a will, there's a way")
- 취미: 산책,방탈출
- 특기: 영어
- 좋아하는 가수: 테일러 스위프트, 브루노 마스

## 에피소드
초등학교 졸업 후에 가족과 뉴욕주으로 이주, 현지의 중고등학교로 통학했다. 2011년에 당시 동일본 대지진의 재해 발생했을때도 뉴욕에서 살고 있었지만, 일본으로부터 보도되는 지진 재해 관련의 뉴스를 듣고 아나운서를
목표로 하게 되었다. 고등학교 2학년 때 미국 뉴욕주에서 일본 오사카부로 돌아와 오사카 부립 이바라키 고등학교에 편입.졸업 후에는 오사카 시립 대학 상학부에 진학. 『주간 아사히』(2016년 9월 9일호, 아사히 신문 출판)에서 표지 모델을 맡았었다. 「제1회 꿈의 씨앗 오디션」(세인트 포스와 유통 과학 대학이 공동으로 개최)에 합격, 동사의 간사이 부문에 소속. 대학 졸업 후 2019년 4월 1일자로 아나운서로 TBS 홀딩스 입사. 동기로는 곤토 가코(近藤夏子). 시노하라 리나(篠原梨菜) 아나운서이다. 와카바야시 유코(若林有子)는 대학시절 토익 점수 890점을 받았었다.

## 방송 경력

### TBS 텔레비전
- N스타: 메인케스터(일요일 담당) (2021년 4월 4일 - 현재)
- JNN 뉴스: (일요일 담당) (2021년 4월 4일 - 현재)
- 히루비(ひるおび) (월·수·목) (2021년 7월 - 현재)
- 보도 1930: (목요일 담당) (2021년 10월 - 현재) BS-TBS 방송
- 나카이 마사히로의 금요일 스마일들에게 (금요일) (2021년 10월 1일 - 현재） - 진행자 (참고:과거 SMAP의 리더 나카이 마사히로 출연)
- 선데이 자폰(Sunday Japon) (일요일) (2022년 4월 - 현재) - 리포터

### TBS 라디오
- 아즈미 신이치로의 일요천국 (고정패널, 2021년 10월 - 현재)